# Romualdas Ignas Bloškys
Romualdas Ignas Bloškys (Šiauliai,1 de febrero de 1936-26 de abril de 2013) fue un político lituano y miembro del Seimas.

## Biografía
Bloškys se graduó en la Universidad de Siauliai en 1960 y posteriormente dio clases de física en una escuela de Klaipėda. En 1963 fue designado jefe de estudios de la escuela Klaipėda Kristijonas Donelaitis (ahora Vytautas Magnus Gymnasium).
Bloškys fue miembro del Partido Comunista de Lituania. Después de la independencia, se unió a las filas de Partido Democrático Laborista de Lituania (LDDP). En las elecciones parlamentarias de Lituania de 1992, Bloškys representó a la LDDP y fue elegido miembro del Seimas. Se presentó a la reelección en 1996, representando nuevamente a la LDDP, aunque no fue reelegido. Después de finalización su etapa como parlamentario, Bloškys volvió a su trabajo en la Escuela the Klaipėda Vytautas Magnus.
Entre 1997 y 2000 Bloškys sirvió en el Ayuntamiento de Klaipėda.